# لاسکارینا بوبولینا
لاسکارینا بوبولینا (یونانی: Λασκαρίνα Μπουμπουλίνα؛ ۱۷۷۱ – ۲۲ مهٔ ۱۸۲۵) فرمانده دریایی و از شیرزنان جنگ استقلال یونان در سال ۱۸۲۱ است. او اولین زنی است که به مقام آدمیرال رسیده‌است.
او سال ۱۷۷۱ در قسطنطنیه از خانواده‌ای آروانی‌الاصل به دنیا آمد. بوبولینا از جوانی علاقه زیادی به دریانوردی داشت و عقاید لیبرالی پدرخوانده‌اش هم کمک می‌کرد تا او علایق خویش را دنبال کند. او دو بار ازدواج کرد اما بیوه شد و از شوهر دومش ثروت هنگفتی به او رسید. بوبولینا یکی از معدود زنان عضو جامعه دوستان بود که گروهی با هدف استقلال یونان از امپراتوری عثمانی بودند. با آغاز جنگ استقلال یونان او فرماندهی ناوگانی از کشتی‌ها را به دست گرفت و در کارزارهای متعددی از این جنگ شرکت داشت.
بوبولینا پس از شکست حزبش در جنگ داخلی ۱۸۲۴ یونان به اسپتسز تبعید شد و مدتی هم به دلایل واهی زندانی بود. او در ۲۲ مه ۱۸۲۵ طی یک کشمکش خانوادگی کشته شد.

## زندگی‌نامه

### کودکی و جوانی
بوبولینا سال ۱۷۷۱ در قسطنطنیه در خانواده‌ای آروانی‌الاصل که از جزیره هایدرا می‌آمدند به دنیا آمد. مدت کوتاهی پس از تولد او پدرش به دلیل شرکت در شورش اورلف که در سال‌های ۱۷۷۰–۱۷۶۹ رخ داد و به شکست انجامید توسط عثمانی‌ها بازداشت شد. مدتی بعد پدرش درگذشت و بوبولینا با مادرش به جزیره هایدرا بازگشتند. آن‌ها در شهر اسپتسز ساکن شدند و هنگامی که بوبولینا چهارساله بود مادرش با اسپتسیوت دمیتریوس لازاروف-اورلوف ازدواج کرد. لازاروف پسوند اورلوف را به نام خود اضافه کرده بود تا نشان دهد که در شورش اورلوف شرکت داشته و به روسیه وفادار است. بوبولینا در خانواده‌ای بزرگ می‌شد که کتابخانه آن مشحون از آثار نویسندگان عصر روشنگری مانند ولتر و فریدریش شیلر بود. بوبولینا در جوانی علاقه بسیاری به دریانوردی داشت و پدرخوانده‌اش علی‌رغم اینکه این مسئله در هنجارهای اجتماعی آن زمان پذیرفته نبود به او اجازه می‌داد تا فعالیت مورد علاقه خود را ادامه دهد. تصمیمی که به نظر می‌رسد ناشی از تحسین و علاقه‌ای بود که پدرخوانده بوبولینا نسبت به امپراتیس روسیه کاترین دوم داشت.
بوبولینا ابتدا با یک کاپیتان کشتی ازدواج کرد اما شوهرش در نبرد با دزدان دریایی الجزایری کشته شد. شوهر دوم او دمیتریوس بوبولیوس که لاسکارینا نام خود را از او گرفت یک تاجر و صاحب‌کشتی بود که او هم در ۱۱ مه ۱۸۱۱ در سواحل لامپدوسا توسط دزدان دریایی الجزایری کشته شد. با مرگ شوهر دومش بوبولینا تجارت او را در دست گرفت و سال ۱۸۱۶ به قسطنطنیه رفت. عثمانی‌ها که از ثروت بوبولینا مطلع بودند به دنبال بهانه‌ای برای ضبط آن می‌گشتند و ادعا داشتند از آنجایی شوهر او در جریان جنگ روسیه و عثمانی (۱۸۱۲ـ۱۸۰۶) برای روس‌ها جنگیده‌است اموال او باید ضبط شود. بوبولینا با کمک سفیر روسیه و نقش‌دل سلطان توانست در دعوی پیروز شود و اموال را پس بگیرد.

### جنگ استقلال یونان
بوبولینا عضوی از جامعه دوستان بود که برای استقلال یونان می‌کوشیدند. او دستور ساخت کشتی بزرگ‌تر و قدرتمندتر از آنچه مقررات عثمانی می‌داشت را داد و با رشوه به مأموران عثمانی مجوز ساخت این کشتی تحت عنوان کشتی تجارت راه دور را دریافت کرد. این کشتی که آگاممنون نام داشت به ۱۸ توپ مسلح بود و نخستین کشتی جنگی یونان در دوران جدید محسوب می‌شود. با آغاز جنگ استقلال یونان بوبولینا و پسرش سوار بر آگاممنون به همراه کشتی دیگری که برادر ناتنی‌اش فرماندهی می‌کرد شهر نافپلیو را در ۴ آوریل ۱۸۲۱ محاصره کردند. بوبولینا در میان شورشیان بسیار محبوب بود و او را با القابی مانند کاپیتان یا بانو صدا می‌زدند. در ۱۰ آوریل عثمانی‌ها از غفلت یونانی‌ها که مشغول مراسم عید پاک ارتدکس‌ها بودند استفاده کردند و توانستند از محاصره بگریزند. بوبولینا به آرگوس رفت تا پول و مهمات به شورشیان محلی برساند. در آرگوس بود که بوبولینا پس از صحبت با فرماندهان محلی و خواجه‌باشی‌ها تصمیم گرفت تا محاصره نافپیلو را ادامه دهد.
محاصره نافپیلو ادامه یافت تا آنکه یونانی‌ها مطلع شدند نیروهای عثمانی که برای شکست محاصره شهر می‌آیند به کورینتوس رسیده‌اند. پسر بوبولینا نیروهایی را جمع کرد و به مصاف عثمانی‌ها رفت اما کشته شد. بوبولینا در جستجو پیکر پسرش که سرش قطع شده بود رفت و براساس گفته‌های سفیر هلند سه اسیر عثمانی را در مراسم ختم پسرش شخصاً اعدام کرد. شهرت بوبولینا به آرامی از یونان هم فراتر رفت و بسیاری یونانی دوستان تلاش می‌کردند بوبولینا را ملاقات کنند. در یکی از این ملاقات‌ها وقتی فرد خارجی تصویر چاپ سنگی بوبولینا را که از پاریس خریده بود به او نشان داد بوبولینا از دیدن تصویر اغراق شده خودش از خنده منفجر شد.
در سپتامبر ۱۸۲۱ میلادی ژنرال تئودوروس کولوکوترونیس شهر تریپولی را محاصره کرده بود و عثمانی‌ها تقاضا داشتند که در قبال خروج امن مقامات و خانواده‌هایشان به همراه آزادی زندانیان شهر را تسلیم نمایند. در این مذاکرات بوبولینا به خواهش نقش‌دل سلطان توانست خروج زنان مقامات عثمانی از شهر را تضمین نماید. عاقبت یونانی‌ها تنها اجازه مقامات آلبانیایی‌الاصل را دادند و مسلمانان در شهر باقی ماندند که سه روز بعد با سقوط شهر بسیاری از آنان قتل‌عام شدند و اموالشان غارت شد که بوبولینا هم متهم به شرکت در این رفتار است. پس از فتح تریپولی بوبولینا به نافپلیو تا بر محاصره دریایی شهر نظارت کند. در ۲۲ نوامبر ۱۸۲۲ دژ پالامیدی تسلیم شد و در ۳ دسامبر ۱۸۲۲ مسلمانان نافپلیو اجازه یافتند شهر را ترک کنند. با فتح شهر بوبولینا یکی از مقاماتی بود که وظیفه تقسیم دارایی‌های مسلمانان بین اهالی را داشت که در این مورد هم متهم به سوءاستفاده شخصی است.
با فتح نافپلیو کولوکوترونیس به فرماندهی پادگان شهر منصوب شد و پسرش با دختر بوبولینا ازدواج کرد. به این ترتیب بوبولینا که به نافپلیو نقل مکان کرده بود تبدیل به یکی از قدرتمندترین فرد آن نواحی شد. او تا آغاز جنگ داخلی ۱۸۲۴ یونان در همان‌جا باقی ماند اما پس از شکست گروهی که او هوادارشان بود خانه‌اش مصادره و خودش به اسپتسز فرستاده شد. در آنجا بوبولینا به دلیل جرائم واهی مانند جادوگری و ارتداد که مخالفانش به او می‌زدند مدتی زندانی بود تا آنکه نهایتاً آزاد شد.
بوبولینا در ۲۲ مه ۱۸۲۵ در اثر یک درگیری خانوادگی کشته شد.

## میراث

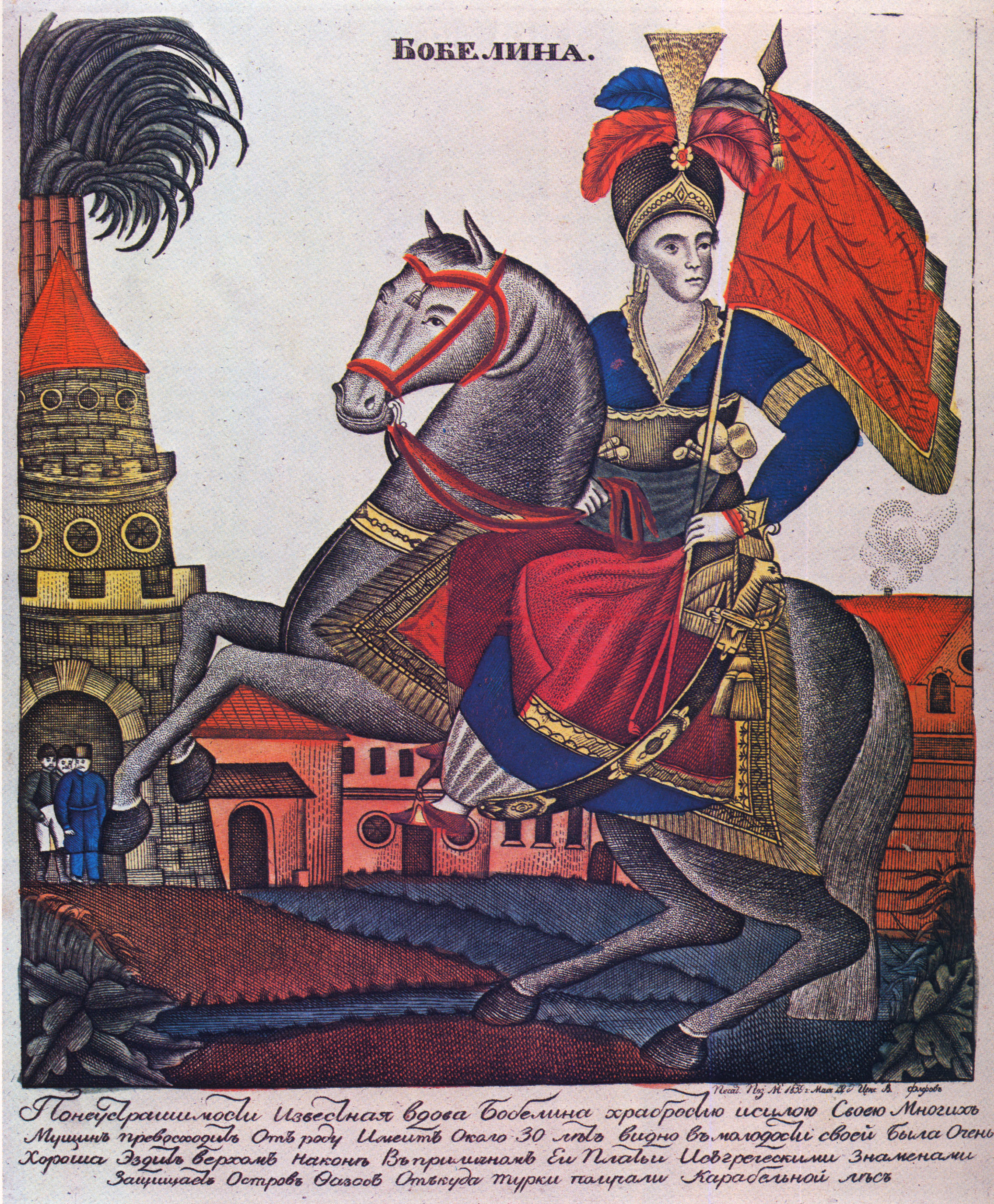
"بوبولینا". لوبوک روسی از قرن نوزده میلادی.

بوبولینا پس از مرگش توسط الکساندر یکم، امپراتور روسیه به صورت افتخاری درجه آدمیرالی در نیروی دریایی روسیه را دریافت نمود و مبدل به نخستین زنی گشت که در تاریخ جهان این درجه را دریافته است. نیروی دریایی یونان نیز در سال ۲۰۱۸ درجه دریاداری را بوبولینا اعطا نمود.
تصویر بوبولینا بر روی سکه‌های یونانی موجود بود و مجسمه‌ای از او در اسپتسز وجود دارد.
فیلمی به نام بوبولینا نیز در سال ۱۹۵۹ با بازی ایرنه پاپاس ساخته شد و فیلم مستندی دربارهٔ او در سال ۲۰۰۵ به اکران درآمد.
نوه او به نام للا کاراگیانی هم در دوران جنگ جهانی دوم رهبر یک گروه مقاومت یونانی به نام بوبولینا بود.

## ارجاعات
1. ↑  Η Μπουμπουλίνα υποναύαρχος επί τιμή με προεδρικό διάταγμα [Bouboulina the Rear admiral honored with presidential decree]. Η Καθημερινή (به یونانی). 2018-04-27. Archived from the original on 2018-04-28. Retrieved 2020-05-02.
2. ↑  Papadimitriou, p. 44.
3. ↑  Michael L. Galaty, Memory and Nation Building: From Ancient Times to the Islamic State, Rowman & Littlefield, 2018, شابک ‎۰۷۵۹۱۲۲۶۲۸, p. 144.
4. ↑  Robert Elsie, A Biographical Dictionary of Albanian History, Centre for Albanian Studies (London, England); I.B.Tauris, 2013; شابک ‎۱۷۸۰۷۶۴۳۱۶, p. 48.
5. ↑  Xiradaki, p. 267.
6. ↑  Kalogeropoulos Householder, pp. 3-4.
7. ↑  Xiradaki, pp. 267-269.
8. ↑  Xiradaki, pp. 269-273.
9. ↑  Xiradaki, pp. 273-279.
10. ↑  Kalogeropoulos Householder, p. 5.
11. ↑  Xiradaki, pp. 279-282.
12. ↑  Xiradaki, pp. 283-284.
13. ↑  Kalogeropoulos Householder, p. 5.
14. ↑  Xiradaki, pp. 284-285.
15. ↑  "Laskarina Bouboulina, Greek Rebel Admiral". HeadStuff (به انگلیسی). 2018-07-23. Retrieved 2020-05-02.
16. ↑  Fauré, Christine, ed. (2003). Political and Historical Encyclopedia of Women (به انگلیسی). Routledge. p. 248. ISBN 978-1-135-45690-0. A few days after her death, a Russian delegation arrived on Spetses to present her with the title of admiral of the Russian fleet.
17. ↑  Η Μπουμπουλίνα υποναύαρχος επί τιμή με προεδρικό διάταγμα [Bouboulina the Rear admiral honored with presidential decree]. Η Καθημερινή (به یونانی). 2018-04-27. Archived from the original on 2018-04-28. Retrieved 2020-05-02.
18. ↑  Kalogeropoulos Householder, p. 5.
19. ↑  Bank of Greece بایگانی‌شده  در ۲۰۰۹-۰۳-۲۸ توسط Wayback Machine. Drachma Banknotes & Coins: 1 drachma بایگانی‌شده  در ۲۰۰۹-۰۱-۰۱ توسط Wayback Machine. – Retrieved on 27 March 2009.
20. ↑  Papadimitriou, pp. 43-44.
21. ↑  Kalogeropoulos Householder, p. 9.
22. ↑  Kalogeropoulos Householder, pp. 7-8.